# Cupaniopsis
Cupaniopsis é um género botânico pertencente à família Sapindaceae.

## Espécies seleccionadas
- Cupaniopsis acuticarpa
- Cupaniopsis amoena
- Cupaniopsis anacardioides
- Cupaniopsis angustifolia
- Cupaniopsis bullata
- Cupaniopsis celebica
- Cupaniopsis concolor
- Cupaniopsis dunnii
- Cupaniopsis globosa
- Cupaniopsis papuana
- Cupaniopsis rosea
- Cupaniopsis serrata
- Cupaniopsis trigonocarpa
- Cupaniopsis vitiensis

1. ↑  «Cupaniopsis — World Flora Online». www.worldfloraonline.org. Consultado em 19 de agosto de 2020